# Séisme de 2021 à Fukushima
Le Séisme de 2021 à Fukushima est un tremblement de terre de magnitude 7.1 survenu au large des côtes est du Japon, près de Fukushima, à une profondeur de 35 km. Le tremblement de terre, survenu le 13 février 2021 à 23 h 07 heure locale, est suivi de plusieurs répliques.

## Victimes
- 1 mort
- 185 blessés